# Juan Escutia, Tabasco
Juan Escutia är en ort i Mexiko.   Den ligger i kommunen Cárdenas och delstaten Tabasco, i den sydöstra delen av landet, 600 km öster om huvudstaden Mexico City. Juan Escutia ligger 19 meter över havet och antalet invånare är 177.
Terrängen runt Juan Escutia är mycket platt. Runt Juan Escutia är det ganska glesbefolkat, med 45 invånare per kvadratkilometer. Närmaste större samhälle är Cárdenas, 14,6 km öster om Juan Escutia. Trakten runt Juan Escutia består till största delen av jordbruksmark.